# رعد نورد (فیلم)
رعد نورد (به انگلیسی: Rolling Thunder) فیلمی محصول سال ۱۹۷۷ و به کارگردانی جان فلین است. در این فیلم بازیگرانی همچون ویلیام دیون، تامی لی جونز، لیندا هاینس، جیمز بست، دابنی کلمن، لوک اسکیو و جیمز ویکتور ایفای نقش کرده‌اند.